# Henrique (football, 1986)
Pour les articles homonymes, voir Henrique.
Henrique Adriano Buss est un footballeur international brésilien d'origine allemande né le 14 octobre 1986 à Marechal Cândido Rondon (Paraná, Brésil) qui joue au poste de défenseur central.

## Carrière
Le 21 mars 2008, il reçoit sa première convocation en équipe nationale du Brésil afin de remplacer Juan, blessé.
En juillet 2008, il est transféré dans le club espagnol du FC Barcelone mais est prêté au Bayer Leverkusen lors de la saison 2008-2009 et retourne au FC Barcelone en juillet 2009.
En août 2009, il est de nouveau prêté, cette fois-ci au Racing Santander. En juillet 2010, son prêt au Racing Santander est prolongé jusqu'en 2011.
En juillet 2011, Henrique de retour de prêt du Racing Santander est prêté au club brésilien SE Palmeiras car le joueur ne fait toujours pas partie des plans de l'entraineur Pep Guardiola.
En juin 2012, il est libéré de son contrat avec le FC Barcelone et signe pour cinq ans avec le Palmeiras de Luiz Felipe Scolari.
En janvier 2014, il signe en faveur du SSC Naples.
Le 11 janvier 2016, il retourne au Brésil dans le club de Fluminense.

## Palmarès
- Coritiba FBC
  - Vainqueur du Championnat Série B du Brésil : 2007.

- SE Palmeiras
  - Vainqueur du Championnat de São Paulo : 2008.
  - Vainqueur de la Copa do Brasil : 2012.

- SSC Naples
  -  Vainqueur de la Coupe d'Italie : 2014.
  - Vainqueur de la Supercoupe d'Italie : 2014.